# Uchta
Uchta (ros. Ухта) – miasto w europejskiej części Rosji, w republice Komi, nad rzeką Uchtą (dorzecze Peczory). Około 93 tys. mieszkańców (2020). Miasto Uchta powstało w 1929 roku jako osiedle robotnicze Czibiu, a w 1939 zmieniło nazwę na Uchta. Prawa miejskie uzyskało w 1943, kiedy została do niego doprowadzona linia kolejowa. Na jego terytorium istniały łagry do 1955 – miejsce zsyłek wielu Polaków i innych nacji.

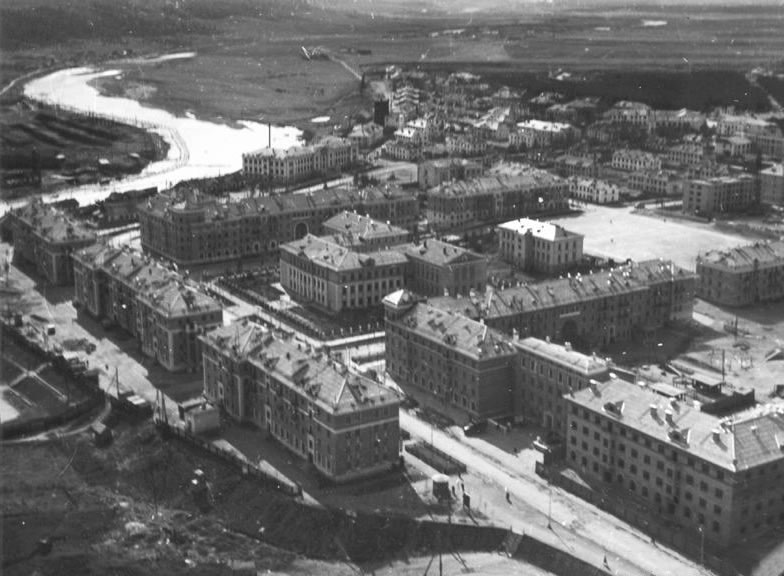
Uchta w latach 50.

Uchta jest ważnym ośrodkiem wydobywczym ropy naftowej i gazu. Pola naftowe znajdują się tuż za południową granicą miasta. Część surowców rektyfikuje się na miejscu, jednak większość transportowana jest rurociągami i gazociągami do rafinerii między Moskwą i Petersburgiem. W latach 90. zdarzały się sporadyczne eksplozje gazociągu w promieniu kilku kilometrów wokół miasta.